# Lilla Skottjärnet
Lilla Skottjärnet är en sjö i Arvika kommun i Värmland och ingår i Göta älvs huvudavrinningsområde. Sjön är 16 meter djup, har en yta på 0,0677 kvadratkilometer och är belägen 169,5 meter över havet.

## Delavrinningsområde
Lilla Skottjärnet ingår i det delavrinningsområde (660703-131115) som SMHI kallar för Mynnar i Stora Gla. Medelhöjden är 197 meter över havet och ytan är 6,33 kvadratkilometer. Det finns inga avrinningsområden uppströms utan avrinningsområdet är högsta punkten. Vattendraget som avvattnar avrinningsområdet har biflödesordning 4, vilket innebär att vattnet flödar genom totalt 4 vattendrag innan det når havet efter 277 kilometer. Avrinningsområdet består mestadels av skog (75 procent). Avrinningsområdet har 0,51 kvadratkilometer vattenytor vilket ger det en sjöprocent på 8 procent. Bebyggelsen i området täcker en yta av 0,39 kvadratkilometer eller 6 procent av avrinningsområdet.